# Linden (Zwitserland)
Linden is een gemeente en plaats in het Zwitserse kanton Bern, en maakt deel uit van het district Bern-Mittelland.
Linden telt 1.312 inwoners.